# Karl von Ingersleben

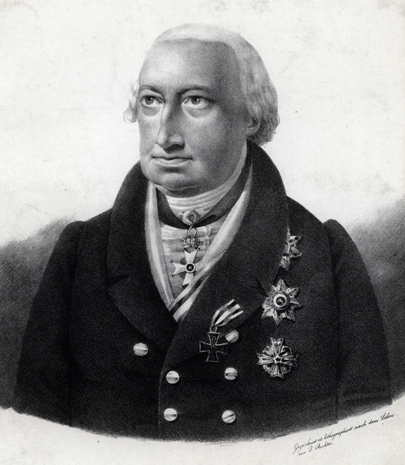
Karl von Ingersleben

Karl Heinrich Ludwig Freiherr von Ingersleben (* 1. April 1753 in Potsdam; † 13. Mai 1831 in Koblenz) war Oberpräsident der preußischen Provinzen Pommern, Großherzogtum Niederrhein, Jülich-Kleve-Berg und der Rheinprovinz.

## Familie
Er war das fünfte Kind des preußischen Generalmajors und Kommandeurs der Leibgarde Freiherr Johann Ludwig von Ingersleben (1703–1757) und seiner Gemahlin Charlotte Dorothea Eva, Witwe des Majors Ernst Friedrich von Platen, geborene von Herold (1712–1777). Ingersleben heiratete am 26. Oktober 1783 Ulrika Albertine Sophia Ottilie Adamine von Brause (* 23. März 1765 in Wusterhausen/Dosse; † 28. April 1846 in Berlin), Tochter des preußischen Generalmajors Karl Wilhelm von Brause (1722–1801) und der Ottilie Dorothea Sophie Elisabeth von Platen. Der Ehe entstammte ein in der Schlacht von Großbeeren gefallener Sohn und eine Tochter, Wilhelmine Johanna Louise Freiin von Ingersleben (1784–1850). Diese heiratete 1805 den Oberlandesgerichtspräsidenten zu Frankfurt (Oder) Karl Friedrich August von der Recke (1773–1851).

## Leben
Ingersleben war von 1764 bis 1765 Zögling auf der Ritterakademie Brandenburg. Er schlug anschließend bis 1786 die Militärlaufbahn in der Preußischen Armee ein. 1769 wurde er Fahnenjunker im Kürassierregiment „von Manstein“. Während des Bayerischen Erbfolgekriegs war er Adjutant von Generalmajor von der Marwitz. 1786 schied Ingersleben aus eigenem Wunsch aus dem militärischen Dienst aus.
Nach der Krönung von König Friedrich Wilhelm II. wurde er zum Rittmeister befördert. Am 30. Oktober 1787 wurde er von der Ritterschaft der Altmark zum Landrat der Kreise Tangermünde und Arneburg gewählt. 1795 wurde er als Präsident der Kriegs- und Domänenkammer nach Halberstadt versetzt. Dort blieb er drei Jahre, bis er am 15. Mai 1798 als Nachfolger des Geheimen Finanzrats und Kammerpräsidenten Johann Friedrich von Schütz zum Präsidenten der Pommerschen Kriegs- und Domänenkammer in Stettin ernannt wurde. Anlässlich seines Wechsels prägte die Kammer eine Gedenkmünze und veröffentlichte einen Artikel in der Literaturzeitschrift Göttinger Musenalmanach. In Preußen wurde 1799 die Leibeigenschaft der Domänenbauern im Rahmen der preußischen Agrarverfassung aufgehoben. Dass diese Reform in Stettin erfolgreich durchgeführt wurde, soll im Wesentlichen dem persönlichen Einsatz von Ingersleben zu verdanken sein. Von ihm stammt die Idee, den Bauern auch die persönliche Freiheit zuzugestehen.
Bereits am 19. Juni 1799 legte er seinen Plan zur Ablösung der Dienste vor, sein Ziel war es dabei, dass der Staat keine Nachteile erfährt. Schon am 16. Juli 1799 billigte der König den Plan, er sollte die Dienstaufhebung „ohne alles Geräusch“ zu Stande bringen; am 21. September 1799 machte sich Ingersleben an die Durchführungsbestimmungen. Bis zum 12. Mai 1804 waren auf den 40 pommerischen Ämtern bei den 5000 Domänenbauern 173.075 Spanndiensttage und 204.584 Handdiensttage aufgehoben, in 25 Ämtern war damals die Arbeit bereits vollständig aufgehoben. Der Staat hatte einen Überschuss von 23.011 Talern zu verzeichnen. Der König wollte ihn dafür zum Minister für den Bereich Niedersachsen-Westfalen machen. Doch Graf Schulenburg-Kehnert riet es ihm ab, da es zum Konflikt mit von Stein gekommen wäre.

### Unter Napoleon
Stattdessen wurde er am 24. Januar 1806 Zivilkommissar, neben dem mit der Verwaltung von Kurhannover betrauten Schulenburg-Kehnert. Am 15. Februar 1806 erhielt Ingersleben den Vorsitz in der Kommission, deren heikle Aufgabe es war, für die Neutralität Hannovers in dem Krieg zwischen Frankreich und England zu sorgen. Im Sommer trat Schulenburg-Kehnert zurück und Ingersleben wurde sein Nachfolger. Er bekam einige unangenehme Aufgaben, so wurde gegen den Widerstand der Hannoveraner der preußische Münzfuß einführt. Ende September befahl der König zudem, das preußische Heer mit Material aus Hannover zu ergänzen, und am 2. Oktober erging der Befehl, das Land auch an den Kriegskosten zu beteiligen. Er wurde am 16. September 1806 zum Staatsminister ernannt, obwohl er dem König vom steigenden Widerstand aus Hannover berichten musste. Allerdings konnte Ingersleben einiges für Hannover erreichen, die Staatsfinanzen konnten geordnet werden und es gelang ihm, preußische Mittel für die hannoversche Festung Hameln bereitzustellen. Wie er die Lage einschätzte, zeigte sich nach der Schlacht bei Jena, die alten Minister übernahmen am 20. Oktober 1806 wieder die Geschäfte in Hannover und der preußische Adler wurde abmontiert, ohne dass Ingersleben protestierte. Am 22. Oktober 1806 verließ er Hannover und erreichte am 27. Oktober 1806 Stettin, wohin das Generaldirektorium evakuiert wurde. Die Minister Otto von Voß und Stein fuhren noch am gleichen Tag nach Danzig weiter, während Ingersleben wegen eines Defektes in Stettin festsaß. Die Reste der preußischen Armee kapitulierten bei Prenzlau und die Bürger von Stettin bestürmten Ingersleben, die Verwaltung der Provinz zu übernehmen, die sich auch in Auflösung befand. Zuständig wäre der Kammerpräsident Friedrich von Schuckmann gewesen, der war aber erst am 8. Oktober ernannt worden und nicht anwesend. So übernahm er stellvertretend die Geschäfte und fragte beim König um Erlaubnis zur Übernahme. Seine wichtigste Anordnung war zunächst, die Kriegskasse mit 253.000 Talern über Swinemünde zur See nach Danzig zu schaffen.
Unterdessen hatten erste französische Truppen Stettin erreicht und die Übergabe verlangt, was aber abgelehnt wurde. Am Nachmittag wurde die Aufforderung wiederholt. Der Gouverneur Friedrich Gisbert Wilhelm von Romberg beriet sich mit seinen Offizieren; zum Erstaunen von Ingersleben wurde die Festung kampflos übergeben. Dass er nichts dagegen unternommen hatte und sogar noch die Bedingungen der Kapitulation mit verhandelt hatte, wurde ihm später zum Vorwurf gemacht. Ingersleben wurde suspendiert und eine Untersuchung gegen ihn angestrengt. Die Akten sind nicht erhalten, aber ein Schreiben des Staatskanzlers Fürst Hardenberg vom 15. März 1816 zeigt, dass Ingersleben „völlig von aller Beschuldigung freigesprochen worden ist“. Dennoch blieb er zwischen 1806 und 1812 ohne Anstellung. Dazu mag beigetragen haben, dass sein Bruder Friedrich Wilhelm am 1. November 1806 die reichlich verproviantierte Festung Küstrin ohne Aufforderung einem französischen Reiterhaufen übergeben hatte. Friedrich Wilhelm wurde 1807 in absentia zum Tode verurteilt und auch nicht wie in anderen Fällen durch den König begnadigt. Karls Bruder starb 1814 außerhalb Preußens.

### 1812 bis 1816
Am 25. Juni 1812  ernannte ihn der König – auf die Bitte der pommerischen Stände – an Stelle des Geheimen Oberfinanzrats Ernst Ludwig Hering (1752–1832) zum Präsidenten der kurz vorher organisierten pommerschen Regierung mit dem Sitz in Stargard in Pommern. Als solcher hatte er die aus Russland zurückkehrenden Truppen zu versorgen; als 1813 die Befreiungskriege losbrachen, konnte er das pommersche Nationalkavallerieregiment aufstellen, bei dem sein einziger Sohn dann als Leutnant diente. Der Sohn fiel am 23. August 1813 in der Schlacht bei Großbeeren. Im Frühjahr 1814 wurde die Regierung von Stargard nach Stettin verlegt und im gleichen Jahr wurde er vom König für seine Verdienste mit dem Eisernen Kreuz am weißen Band ausgezeichnet. Im Juli 1815 erhielt er den neugeschaffenen Posten des Oberpräsidenten von Pommern. Am 19. Oktober 1815 erhielt er den Auftrag, die Übernahme von Schwedisch-Pommern zu organisieren. Er zeichnete sich dabei durch viel Geschick aus. Der preußische König verlieh ihm daraufhin den Roten Adlerorden I. Klasse, König Karl XIII. von Schweden das Kommandeurskreuz des Nordsternordens.

### Versetzung an den Rhein
Am 10. Januar 1816 versetzte Hardenberg den Generalgouverneur der Rheinlande Johann August Sack nach Pommern und Ingersleben wurde zum Oberpräsidenten am Rhein ernannt. Er erhielt die Verwaltung des Großherzogtums Niederrhein mit dem Sitz in Koblenz mit den Regierungsbezirken Koblenz, Trier und Aachen. Diese Ernennung verstimmte Gneisenau, den Kommandierenden General des rheinischen Armeekorps, der mit Sack befreundet war. Der Kanzler Hardenberg und der Kriegsminister Boyen konnten ihn aber überzeugen. Am 23. März 1816 übernahm Ingersleben die Geschäfte. Wie in Halberstadt und in Pommern so erfreute er sich auch am Rhein großer Beliebtheit. Nur mit dem Regierungspräsidenten von Schmitz-Grollenburg hatte er einen Disput.
1817 war er bei der Entwicklung der neuen Heeresverfassung zusammen mit den Oberpräsidenten Sack, Schön, Auerswald, Vincke, Solms und Merkel dabei. Er war Befürworter eines Milizsystems, stieß aber schon bei der Einführung der sonntäglichen Landwehrübungen auf viele Schwierigkeiten.
Als er 1821 Georg IV. in Wetzlar traf, verlieh dieser ihm das Großkreuz des Guelphenordens für seine Verdienste in Hannover. Am 24. Februar 1822 starb der Graf Friedrich zu Solms-Laubach, Oberpräsident der die Regierungsbezirke Köln, Düsseldorf und Kleve umfassenden Provinz Jülich-Kleve-Berg. Daraufhin erhielt er dessen Aufgaben. Beim Militär hatte der General von Hake Gneisenau abgelöst, Hake wurde durch von Thielmann ersetzt; im Oktober 1824 übernahm dann der Neffe von Ingersleben, der General von Borstell, die Rheinarmee. Im Schulwesen konnte er die Reformen von Johannes Schulze und Gerd Eilers durchsetzen und mit dem Erzbischof von Köln, von Spiegel, verband ihn eine Freundschaft. Zudem unterstützte er die Erneuerung des Kölner Doms. Unter seiner Verwaltung wurde die Dampfschifffahrt auf dem Rhein eingerichtet. Als er 1828 sein 60-jähriges Dienstjubiläum feiern konnte, wurde er vom König am 20. Oktober des Jahres zum Ritter des Schwarzen Adlerordens geschlagen.
Er starb am 13. Mai 1831 an einer Lungenembolie und wurde unter großer Anteilnahme der Bevölkerung beigesetzt.